# Xã Brookland, Quận Craighead, Arkansas
Xã Brookland (tiếng Anh: Brookland Township) là một xã thuộc quận Craighead, tiểu bang Arkansas, Hoa Kỳ. Năm 2010, dân số của xã này là 3.146 người.